# Saint-Bérain
Saint-Bérain település Franciaországban, Haute-Loire megyében. Lakosainak száma 90 fő (2022. január 1.). Saint-Bérain Monistrol-d’Allier, Prades, Saint-Julien-des-Chazes, Siaugues-Sainte-Marie, Le Vernet és Saint-Privat-d’Allier községekkel határos.

## Népesség
A település népessége az elmúlt években az alábbi módon változott:
| Lakosok száma | 197  | 177  | 116  | 103  | 82   | 83   | 90   | 85   | 81   | 90   |
|               | 1968 | 1982 | 1990 | 2006 | 2013 | 2015 | 2017 | 2019 | 2020 | 2022 |